# Йохан Фридрих III (Саксония)
Йохан Фридрих III „Младши“ (на немски: Johann Friedrich III, „der Jüngere“; * 16 януари 1538, Торгау; † 31 октомври 1565, Йена) от род Ернестинските Ветини, е херцог на Саксония.

## Живот
Той е най-малкият син на херцог и курфюрст Йохан Фридрих I (1503 – 1554) и съпругата му Сибила фон Юлих-Клеве-Берг (1512 – 1554), дъщеря на херцог Йохан III от Юлих-Клеве-Берг от Дом Ламарк. Неговите по-големи братя са Йохан Фридрих II „Средния“ (1529 – 1595) и Йохан Вилхелм I (1530 – 1573).
Като дете Йохан Фридрих III е непрекъснато болен и слаб. Следва теология в Йена. До 1557 г. той е под опекунството на по-големия му брат и след това управлява сам. Той оставя управлението първо за четири години на брат си. Договорът е продължен за още 4 години през 1561 г.
Йохан Фридрих III действа спогодяващо между братята си. Той умира на 27 години неженен и бездетен. Гробът му се намира в градската църква Хердер във Ваймар.